# أندريه شتاينر
أندريه شتاينر (بالألمانية: André Steiner)‏ هو مجدف وطبيب أسنان ألماني، ولد في 8 فبراير 1970 في غيرا في ألمانيا.

## وصلات خارجية
- أندريه شتاينر على موقع الاتحاد الدولي للتجديف (الإنجليزية)
- أندريه شتاينر على موقع اللجنة الأولمبية الدولية (الإنجليزية)
- أندريه شتاينر على موقع أوليمبيديا (الإنجليزية)